# Posieux
Posieux (Poju  en patois fribourgeois) est une localité et une ancienne commune suisse du canton de Fribourg, située dans le district de la Sarine.

## Histoire
L’ancienne commune de Posieux comprend en plus du village éponyme le hameau de Grangeneuve et l'abbaye Cistercienne d'Hauterive. Elle est un important site fortifié celtique et des tumuli encore non exploités se trouvent dans le Bois de la Glâne. Le franchissement de la Sarine à Sainte-Apolline se faisait peut-être à gué à l'époque romaine. En 1319, l'abbaye de Payerne donna à Hauterive, en échange de propriété, le village et territoire de Posieux avec ses revenus, cens et forêts. La localité fit partie des Anciennes Terres (bannière de la Neuveville) dès 1442 au plus tard, du district de Fribourg de 1798 à 1848 (règlement communal de 1690). En 1781, les conjurés du soulèvement Chenaux s'assemblèrent à Posieux. Pierre Nicolas Chenaux (1740-1781) de la Tour-de-Trême, chef d’une révolte populaire contre le gouvernement patricien de Fribourg en 1781 s’est trouvé mêlé aux tribulations de l’Histoire de Posieux et fut assassiné par son lieutenant Pierre Rossier d'Ecuvillens près du Champ de Nods. Quelque 15 000 Fribourgeois, opposés au régime radical, se réunirent de même en 1852.
Au spirituel, Posieux releva de la paroisse de Matran jusqu'en 1590, puis de celle d'Ecuvillens. Un omnibus électrique de la ligne Fribourg-Posieux-Farvagny y a circulé de 1912 à 1932. La mise en service de l'autoroute A12 (1981-1982) a favorisé la transformation de Posieux, autrefois agricole, en localité résidentielle. Grâce aux institutions de Grangeneuve (école d'agriculture, station fédérale d'essais Agroscope), le secteur tertiaire domine et, en 2000, la localité comptait 477 pendulaires entrants qui occupaient 95% des emplois.
Posieux a fusionné avec Ecuvillens pour former la commune d'Hauterive en 2001.

## Patrimoine bâti
- La chapelle du Sacré-Cœur (Route de Matran 29), bâtie entre 1911 et 1924 en souvenir d'une importante manifestation populaire contre le gouvernement de Fribourg

- L'abbaye d'Hauterive (Chemin de l'Abbaye 19), fondée en 1138

- L'oratoire de Sainte-Apolline (Chemin de Sainte-Apolline 1), érigé au XIIe siècle, fut transformé en 1566 et 1943 puis une nouvelle restauration du lieu en 1990-1992. Le pont actuel n'est pas antérieur au XVIe siècle

- La chapelle des Muéses (Route des Muéses 47), bâtie en 1672 et restaurée en 1978.

## Toponymie
Origine:1155, Posuos, Puteus (lieu et région où se situait plusieurs puits ou emposieux)

## Démographie
Posieux comptait 162 habitants en 1811, 199 en 1850, 362 en 1900, 600 en 1950, 936 en 2000.